# 涙・抱きしめて
『涙・抱きしめて』（なみだ・だきしめて）は、1996年1月29日に発売されたINFIXの10枚目のシングル。

## 内容
日本テレビ系「奇跡のロマンス」挿入歌。infixのシングルの中では2番目に売れた曲である。
カップリング曲は「infixのナントカ・スルメディア」（JFN系列）のオープニング曲として使用された。

## 収録曲
全作曲：長友仍世
1. 涙・抱きしめて
作詞：久和カノン・長友仍世　編曲：土方隆行・infix
2. Gambling Love
作詞：長友仍世　編曲：infix
3. 涙・抱きしめて（オリジナル・カラオケ）